# Фофудья
Это статья об историческом термине. Об интернет-меме см. Фофудья (интернет-мем).
Фофудья́, фофудия (греч. φουφουδότης):
- восточная златотканая материя;

Двор византийского императора X—XI веков, времён первого упоминания фофудьи

- одежда, соответствовавшая ефоду (amiculum humerale, אֵפוֹד‎) — одеянию ветхозаветных первосвященников.

## Описание
Слово «фофудья» встречается в текстах, восходящих к X—XII векам. По сказанию «Радзивиловской летописи» (л. 18 об.), византийский император Лев VI (Мудрый) одарил послов князя Олега среди прочего фофудьями:
въ лѣⷮ҇ созданиа мира ҂ѕу҃к цр҃ь же леѡнъ почти послы рꙋⷭ҇кые дарми. златоⷨ҇. и паволоками. и фофꙋдьами.
Следующее известие о раздаче народу фофудей князем Владимиром Мономахом находим в рассказе о перенесении мощей святых благоверных князей Бориса и Глеба (там же, лл. 155 об. — 156): 
(в) лѣⷮ҇ ҂ѕх҃кг… в̾дн҃ь недѣлⷭ҇кыи. и повелѣ володимиръ метати. паволоки. и фофꙋⷣи ѡрничѣ бѣль. люⷣмъ силно налегшиⷨ. а быша легко дошли до цр҃кве.
Из новгородской берестяной грамоты № 675 (1140-е — 1160-е годы) видно, что на Руси середины XII века фофудьи были предметом торговли. Они упоминаются в письме купцу Миляте, масштабные торговые операции которого охватывали Новгород, Киев, Великие Луки, Суздаль. В переводе соответствующий фрагмент выглядит так : «Брат Милята! В Киеве Бог был свидетель между нами: из твоих фофудей девять выговорил я себе…»
По словам М. А. Максимовича, уже в XII веке в употребление вместо фофудьи входят оксамиты.